# Alpensia
Alpensia (en coréen : 알펜시아) est une station de ski alpin située en Corée du Sud. Elle constitue un des deux pôles majeurs des Jeux olympiques d'hiver de 2018.
La station est située dans le village de Daegwallyeong-myeon du district de Pyeongchang. L'ensemble formé d'Alpensia et de Yongpyong est un des deux centres principaux des Jeux olympiques de Pyeongchang, notamment pour le ski nordique et le ski alpin.
Les installations d'Alpensia sont également utilisées pour les Jeux paralympiques d'hiver de 2018. Elles ont précédemment accueilli les championnats du monde de biathlon 2009 ainsi qu'une étape de la coupe du monde de 2008. Son parc de saut construit entre 2006 et 2009 a été utilisé pour des épreuves de la Coupe continentale de saut à ski.

## Caractéristiques
La station est située à sept cents mètres d'altitude. Elle a un domaine skiable de 6,6 km2, elle comporte 21 pistes, 8 télésièges et 1 téléphérique.

## Étymologie
"Alpensia" (알펜시아) est un mot-valise formé en combinant le mot Alpes (littéralement Massif des Alpes (알프스산맥), Asie (과 아시아) fantasia (판타지아), ce qui donne un sens général qui pourrait être les Alpes fantastiques d'Asie.

## Futures installations olympiques
- Parc de saut d'Alpensia : saut à ski, combiné nordique
- Centre de biathlon d'Alpensia : biathlon
- Centre nordique d'Alpensia : ski de fond, combiné nordique
- Centre de glisse d'Alpensia : luge, bobsleigh et skeleton. Il sera construit de 2012 à 2016 pour un coût de 70,3 millions de dollars[3].

En outre, Alpensia accueillera le village olympique principal pour les disciplines de neige, et la station très voisine de Yongpyong accueillera les épreuves techniques de ski alpin (slalom, slalom géant).